# 中川隆治
中川 隆治（なかがわ たかはる、1972年10月12日 - ）は、 埼玉県入間郡毛呂山町出身の元プロ野球選手（投手）。

## 来歴・人物
越生高（現在の武蔵越生高）を経て、青山学院大へ進学。3年春に小久保裕紀主将の下、全日本大学野球選手権の決勝戦ではドラフト上位候補であった河原隆一を擁する関東学院大を相手に12奪三振の好投で優勝に導いたほか、4年時の1994年には日本代表として日米大学野球選手権大会で登板した。4年秋のリーグ戦では、7勝2敗という好成績でリーグ優勝に貢献するとともに、最優秀投手のタイトルを獲得したほか、ベストナインに選出された。明治神宮大会では2勝を挙げるも準優勝に終わった。東都大学野球リーグでの通算成績は19勝6敗。2期下の清水将海とバッテリーを組んだほか、1期下に川越英隆、坪井智哉、2期下に井口資仁、沢崎俊和らがいた。
1994年のNPBドラフト会議では、当時存在していた希望入団枠制度を通じて近鉄バファローズを逆指名し、近鉄から2位で指名され、契約金1億円、年俸1,200万円（金額は推定）という条件で入団した。
近鉄では、入団当初は背番号17を与えられるなど、即戦力投手として期待されていた。しかし、一軍公式戦では通算9試合の登板で1敗を喫しただけで、未勝利のまま1999年のシーズン終了後に現役を引退した。
引退後もスカウトとして2004年まで近鉄球団に在籍。オリックス・ブルーウェーブへの吸収合併を経て2005年に誕生したオリックス・バファローズでも、誕生1年目からアマチュア選手のスカウティング活動に従事した。当初は関東地区担当のスカウトだったが、後に編成部のアマチュアスカウトグループ長に昇進し、佐藤達也・吉田正尚・山岡泰輔・田嶋大樹などの入団に尽力した。2019年限りでオリックスを退団。
2020年からは、大学の2年後輩である井口資仁が監督を務める千葉ロッテマリーンズの関東地区担当スカウトに転身した。

## 詳細情報

### 年度別投手成績
| 年 度     | 球 団     | 登 板 | 先 発 | 完 投 | 完 封 | 無 四 球 | 勝 利 | 敗 戦 | セ 丨 ブ | ホ 丨 ル ド | 勝 率 | 打 者 | 投 球 回 | 被 安 打 | 被 本 塁 打 | 与 四 球 | 敬 遠 | 与 死 球 | 奪 三 振 | 暴 投 | ボ 丨 ク | 失 点 | 自 責 点 | 防 御 率 | W H I P |
| --------- | --------- | ----- | ----- | ----- | ----- | -------- | ----- | ----- | -------- | ----------- | ----- | ----- | -------- | -------- | ----------- | -------- | ----- | -------- | -------- | ----- | -------- | ----- | -------- | -------- | ------- |
| 1995      | 近鉄      | 3     | 1     | 0     | 0     | 0        | 0     | 1     | 0        | --          | .000  | 28    | 6.2      | 9        | 1           | 1        | 0     | 0        | 3        | 0     | 0        | 5     | 5        | 6.75     | 1.50    |
| 1999      | 近鉄      | 6     | 0     | 0     | 0     | 0        | 0     | 0     | 0        | --          | ----  | 44    | 9.2      | 11       | 2           | 5        | 0     | 0        | 5        | 1     | 0        | 6     | 6        | 5.59     | 1.66    |
| 通算：2年 | 通算：2年 | 9     | 1     | 0     | 0     | 0        | 0     | 1     | 0        | --          | .000  | 72    | 16.1     | 20       | 3           | 6        | 0     | 0        | 8        | 1     | 0        | 11    | 11       | 6.06     | 1.59    |

### 記録
- 初登板：1995年7月7日 対西武ライオンズ13回戦（藤井寺球場）、9回表から救援登板、1回無失点
- 初先発：1995年7月15日 対千葉ロッテマリーンズ16回戦（千葉マリンスタジアム）、4回2/3を5失点で敗戦投手

### 背番号
- 17（1995年 - 1996年）
- 51（1997年 - 1999年）